# Corydoras xinguensis
Corydoras xinguensis är en fiskart som beskrevs av Han Nijssen 1972. Corydoras xinguensis ingår i släktet Corydoras och familjen Callichthyidae. Inga underarter finns listade i Catalogue of Life.